# Одежда
|                                          |                                                                   |
| Женщина и мужчина в современной одежде:  |                                                                   |
| на ней — нательное бельё, пуловер, юбка; | на нём — нательное бельё, носки, рубашка, пиджак, джинсы и ремень |

Оде́жда — изделие или совокупность изделий, надеваемых человеком и несущих утилитарные и эстетические функции. Предохраняет тело от негативного влияния окружающей среды. Может выполнять эстетические функции, использоваться для создания образа человека, демонстрации социального статуса.
Одежду делают из ткани, вязаного полотна, кожи, меха и других материалов; она может дополняться украшениями и аксессуарами.

## Этимология названия
Современное русское слово «одежда» является заимствованием из церковнославянского языка и обозначает совокупность предметов, которыми прикрывают тело. Оно развилось из праславянского слова *odedja (в старославянском языке *dj перешло в жд, в отличие от восточнославянских, где *dj дало ж: рус. одёжа, укр. оде́жа). Праславянское *odedja < *obdedja образовано с помощью приставки оb- и суффикса -j-a от корня *ded-, который представляет собой неполное повторение корня dě- (de-d-) глагола *děti > рус. деть.

## Основные понятия
- Стиль — сочетание предметов одежды, украшений, аксессуаров для создания определённого образа, соответствующего ситуации (праздничное мероприятие), обстановке (рабочая обстановка) и социальному статусу[источник не указан 824 дня]. В более широком смысле — идейная и художественная общность изобразительных приёмов в искусстве определённого периода. Традиционно в истории костюма (равно как и в истории искусства) выделяют следующие стили: готика, ренессанс, барокко, классицизм, рококо, неоклассицизм, ампир, романтизм[4].
- Мода — явление быстрого распространения и кратковременного господства определённых фасонов одежды (и её материалов) для создания образа «человека, идущего в ногу со временем». Веяния моды задаются СМИ, на них опираются производители одежды при создании коллекций, потребители.
- Высокая мода — задание определённых направлений в одежде (материалы, фасон) и аксессуарах на грядущий сезон ведущими Домами моды. Продукция Домов моды выпускается малыми партиями и предназначена для привилегированных слоёв общества; представляется на Неделях моды.
- Сезон — определяет сменяемость коллекций у производителей одежды. Чаще всего, их два — осень-зима и весна-лето.
- Коллекция — серия моделей одежды, представленная несколькими фасонами с различным декоративным решением в рамках одной концепции.
- Силуэт — форма одежды по степени прилегания к телу. Различают силуэты прилегающий, полуприлегающий, трапециевидный и прямоугольный.
- Модель одежды — термин массового производства одежды; служит эталоном для серийного пошива одежды.
- Качество одежды — это совокупность потребительских и производственных свойств изделий, определяющий степень и его пригодности по назначению.

## Теория одежды и моды
Теоретические системы, связанные с изучением одежды, можно рассматривать как частный случай теории моды. Теория моды является аналитической дисциплиной, связанной с изучением форм одежды, а также ее смысловых основ. Теория моды связана с несколькими направлениями: изучением социальных аспектов и идеологической практики, исследованием экономических основ и маркетинговых стратегий, изучением аксиологических принципов и художественных особенностей элементов моды. Теория моды — широкая исследовательская область, посвященная изучению как объектов материальной культуры (костюма, мебели, аксессуаров, предметов быта), так и идеологических концепций, связанных с установлением системы ценностей. В области теории моды, как правило, обозначают несколько основных направлений, основными из которых называют социальные теории, доктрину потребления, концепции телесного и проблему языка.

## История одежды
Homo sapiens начал одеваться от 83 до 170 тыс. лет назад.
Генетический анализ нательной вши, которая живёт в одежде человека, показывает, что она отделилась от головной вши около 170 000 лет назад, что подтверждает теорию о том, что люди начали носить одежду примерно в это время.
В Африке, которая является естественной средой обитания человека, одежда появилась намного позже, чем в Евразии, где она была необходима для защиты тела от холода. Так, наиболее древние находки инструментов и (следов) одежды обнаружены на стоянках неандертальцев, а у сапиенсов, живших в то же время в Африке, обнаружены только отдельные элементы одежды (пояс, верёвочка), которые больше похожи на украшения и вряд ли имели функциональное назначение.
История одежды с древнейших времён до наших дней является как бы зеркалом, в котором отражается вся история человечества. Каждая страна, каждый народ в отдельные периоды своего развития налагают свой отпечаток, свои специфические черты на одежду людей. История моды почти так же стара, как и история костюма.

### Первобытное общество
С древнейших времён человек стремился прикрыть своё обнажённое тело, что можно было бы объяснить целомудрием и чувством стыда. Однако такое толкование представляется слишком узким и ограниченным, поскольку известны племена, которые обходились и обходятся без одежды (например, аборигены Австралии и др.). Вероятнее всего, одежда была не только и не столько прикрытием, сколько символом защиты от угрозы извне, как действительной, так и (может быть, даже ещё в большей степени) мнимой. Даже амулет был в своё время «одеждой», так как он являлся преградой между голым, ранимым человеческим телом и окружающим миром.
Данные археологических раскопок свидетельствуют, что одежда появилась уже на самых ранних стадиях развития человеческого общества. Главным материалом для первобытной одежды повсеместно были шкуры животных. Необходимые для их обработки инструменты (скребки, ножи, проколки и т. п.) обнаруживают на стоянках первобытных людей, относящихся к эпохе мустье (100-40 тыс. лет назад). Самыми первыми видами одежды были, по-видимому, набедренные повязки и плащи. Затем, привязав к поясу две длинные шкуры, защитившие ноги от колючек, человек получил чулки; потом появились нарукавники, предохранявшие от повреждений руки. И наконец, все эти отдельные части одежды начали соединять в одно целое, скрепляя их ниткой из жил или растительных волокон.
Судя по археологическим данным, сшитая одежда появилась уже в эпоху верхнего палеолита. Так, в 1964 г. экспедиция О. Н. Бадера на стоянке Сунгирь (близ Владимира) обнаружила погребение пожилого мужчины, умершего 23 тыс. лет назад. Археологам удалось воссоздать его одежду, которая состояла из короткого плаща, кожаной или замшевой рубахи с длинными рукавами, без разреза спереди, надевавшейся через голову (такие рубахи — малицы, или анораки — и сейчас носят народы Арктики), и длинных кожаных брючин, сшитых вместе с кожаной обувью типа мокасин. Вся одежда была богато отделана бусами из бивня мамонта, общее количество которых превышало 3000. Неповторимые скульптурные изображения женщин, одетых в меховые «комбинезоны» с капюшонами, были найдены на сибирских палеолитических стоянках Буреть и Мальта.
В эпоху неолита человек научился прясть, ткать и вязать. В этот период он располагал уже целым набором различных предметов одежды, сделанных как из шкур животных, так и из разных тканей. В зависимости от применяемых материалов и климатических условий одежду по-разному крепили на теле: надевали через голову или драпировали вокруг тела. Примерно в это же время появилась распашная одежда (с разрезом спереди).
Получить представление о гардеробе человека того времени помог учёным мумифицированный труп Этци — охотника бронзового века, найденный в 1991 году в Эцтальских Альпах (на границе между Австрией и Италией). Верхней одеждой ему служил плащ, сплетённый из травяных волокон (такие плащи местные пастухи носили ещё в XX в. н. э.). Под плащом находилась одежда, сшитая из козьих шкурок — безрукавка длиной до колен, сшитая сухожилиями, длинные гетры и набедренная повязка. Безрукавка была в нескольких местах заштопана нитками из волокон жёсткой травы. Одежду Эци дополняли меховая шапка, завязанная ремешками под подбородком, и высокие башмаки из меха и замши, утеплённые внутри слоем сена (своего рода доисторические снегоступы). Значение этой находки трудно переоценить — впервые в истории археологии в руки исследователей попал столь полный комплект одежды обычного человека эпохи неолита, причём одежды повседневной, отражающей потребности, вкусы и привычки людей конца каменного века.

### Древний Восток
«Древний Восток» — собирательное географическое, социально-экономическое и культурно-историческое понятие, объединяющее древнейшие в истории человечества государства — Древний Египет, Шумер, Вавилон, Ассирию, Древнюю Иудею, Древний Китай, Древнюю Индию и др. Различие природно-климатических и социокультурных условий определяло значительную разницу в эстетических идеалах, вкусах и предпочтениях народов, населявших регион, поэтому говорить об одежде на Древнем Востоке в целом довольно сложно.
В Древней Месопотамии основным сырьём для ткацкого производства служила овечья и козья шерсть. До нас дошли десятки терминов для обозначения различных видов шерстяных тканей, относящихся к их качеству или внешнему виду. Ткани окрашивались в различные цвета. Особенно ценились ткани, окрашенные пурпуром.

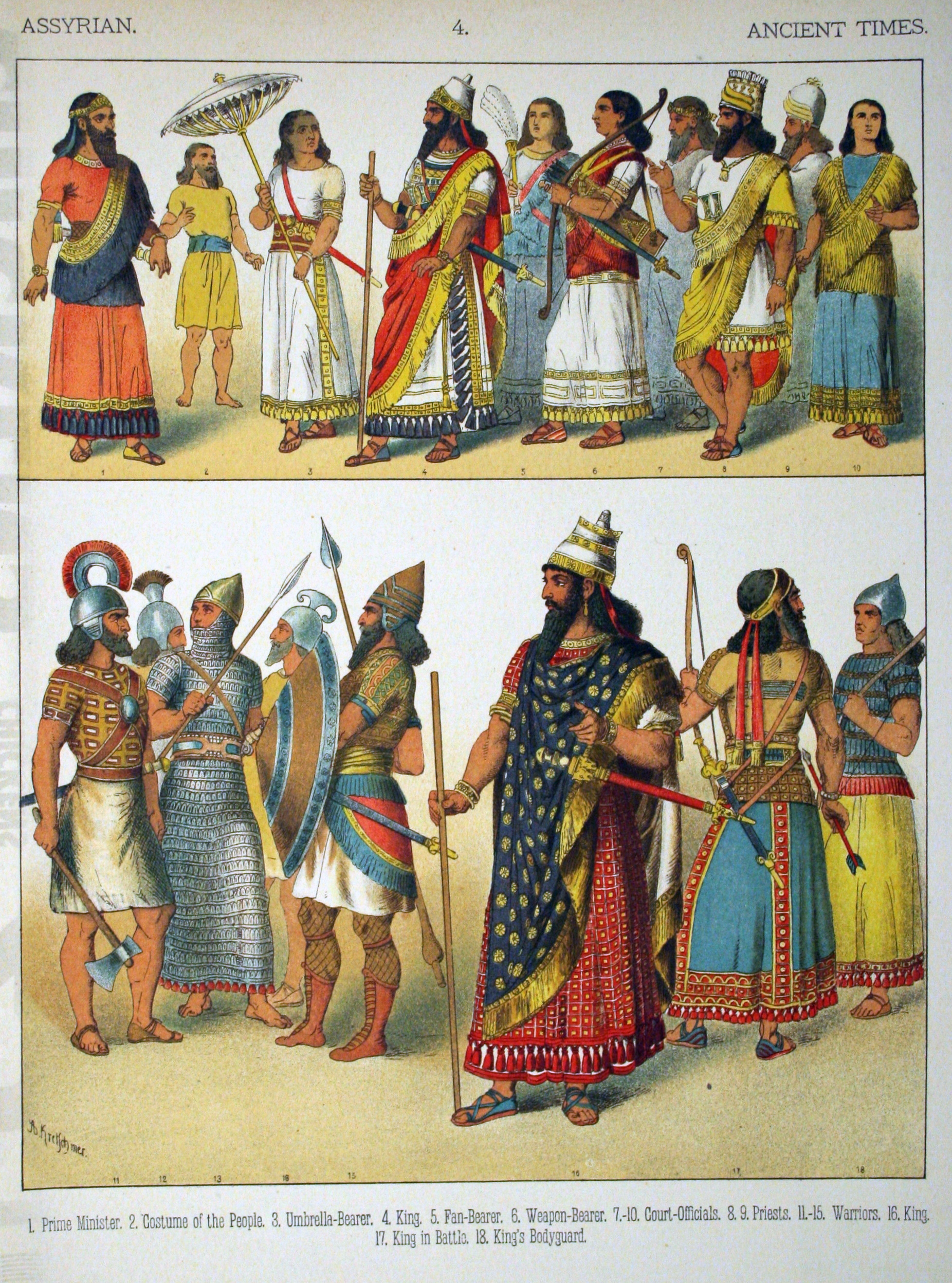
Ассирийская одежда на иллюстрациях 1882 года

В Шумере основной одеждой мужчин были туника и набедренная повязка. Туника представляла собой рубашку без рукавов или с очень короткими рукавами, в талию. Набедренник выглядел как полотнище длиной от 4 до 9 локтей (2 — 4,5 метра), нередко отороченное бахромой. В большинстве случаев его просто обматывали вокруг тела и закрепляли поясом. Верхней одеждой служил плащ прямоугольной формы; его носили, завязав на груди тесёмками, или обёртывали вокруг тела, оставляя свободной правую руку.
В Ассирии и Вавилоне основной мужской одеждой тоже была туника с короткими цельнокроеными рукавами — канди. Чем знатнее и богаче был человек, тем длиннее была его канди, и тем богаче она отделывалась. Несколько одежд одновременно имел право носить только царь. Знаком царского достоинства был пурпурный конас — плащ особого покроя, обильно украшенный вышивкой, бахромой и золотыми чеканными пластинками. Одежда воинов, помимо рубахи и плаща, включала в себя новый элемент костюма — штаны.
Женская одежда сравнительно мало отличалась от мужской. Женская туника была, как правило, длиннее мужской, в верхней своей части шилась в обтяжку, иногда имела разрезы сбоку. Была известна также юбка, сшитая из нескольких горизонтальных полотнищ, каждое из которых имело 0,5 метра в ширину, причём верхнее полотнище сворачивалось в жгут и заменяло пояс. В Вавилоне и Ассирии женщины носили длинные прямые платья с длинными узкими рукавами.

### Античность
В Древней Греции основным сырьём для изготовления одежды служили лён (правда, гораздо худшего качества, чем египетский) и овечья шерсть. Прядение и ткачество были исключительно женскими занятиями. Готовую ткань отбеливали или окрашивали. Как и все южане, греки любили яркие цвета (различные оттенки зелёного, красного, оранжевого и т. п.). Траурными цветами считались чёрный, тёмно-зелёный и серый. Самыми нарядными считались белые ткани, а самыми дорогими — пурпурные, что было связано с исключительной дороговизной пурпурной краски, вследствие трудоёмкости получения красителя. Одежду украшали вышивкой (иногда — полностью, чаще — по краям, в виде каймы); вышивку могли дополнять нашитыми золотыми пластинками или бляшками.

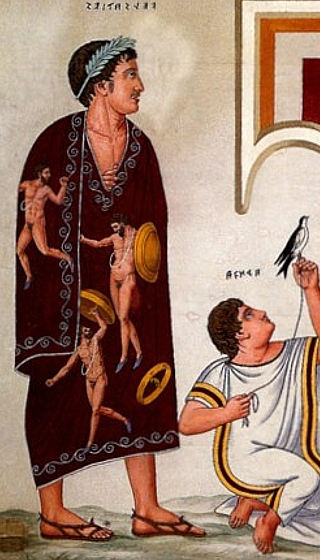
Изображение древнеримской toga picta

В крито-микенскую эпоху (XVI—XIII вв. до н. э.) повседневная одежда мужчин состояла из набедренной повязки, а праздничная — из длинной цветной юбки, поверх которой набрасывалось похожее на сетку одеяние. Охотники и воины носили короткие кожаные штаны. Что касается женщин, основной деталью их одежды тоже была юбка — длинная, расклешённая книзу, со множеством нашитых оборок, расположенных горизонтальными ярусами одна над другой (историки моды нередко называют такие юбки «кринолинами»). Юбку дополнял короткий жакет, стянутый под грудью шнуровкой, с узкими короткими рукавами и очень глубоким вырезом, полностью обнажавшим бюст. В прохладную погоду на плечи набрасывали длинные шали и шарфы с кистями и бахромой. Предметы одежды скреплялись между собой с помощью шнурков или пуговиц. До сих пор неизвестно, как возник этот уникальный тип женской одежды, что ему предшествовало, почему он вышел из употребления и почему никак не повлиял на греческий костюм последующих эпох.

### Раннее Средневековье
В стиле одежды периода раннего Средневековья лежит стиль, оставшийся европейцам от периода великого переселения народов. Это меховые и кожаные плащи, кожаные и костяные элементы защитной одежды, примитивная обувь и обмотки для штанов. Длинные и короткие туники, надеваемые одна на одну, плащи — от шкур до сшитых кусков ткани, сколотых, связанных, прошнурованных, с отделкой и без. Штаны: короткие, до колен, длинные, прикреплённые обмотками к икрам и заправленные в кожаные чулки или обувь — постолы.

### Позднее Средневековье
Период господства церкви определил образ жизни средневекового человека, социальные границы общества и эстетическое кредо. Крестовые походы (1095—1270) сопутствовали влиянию восточной моды на европейскую. Унификация, продиктованная бедностью и примитивностью производства, восполняется погоней за объёмом и размером. Рыцарские турниры и вся сопровождавшая их экипировка — латы, штандарты и гербы, блоо, попоны лошадей — в своей пестроте и асимметрии рисунков породили костюмы так и называвшиеся — «гербовыми».

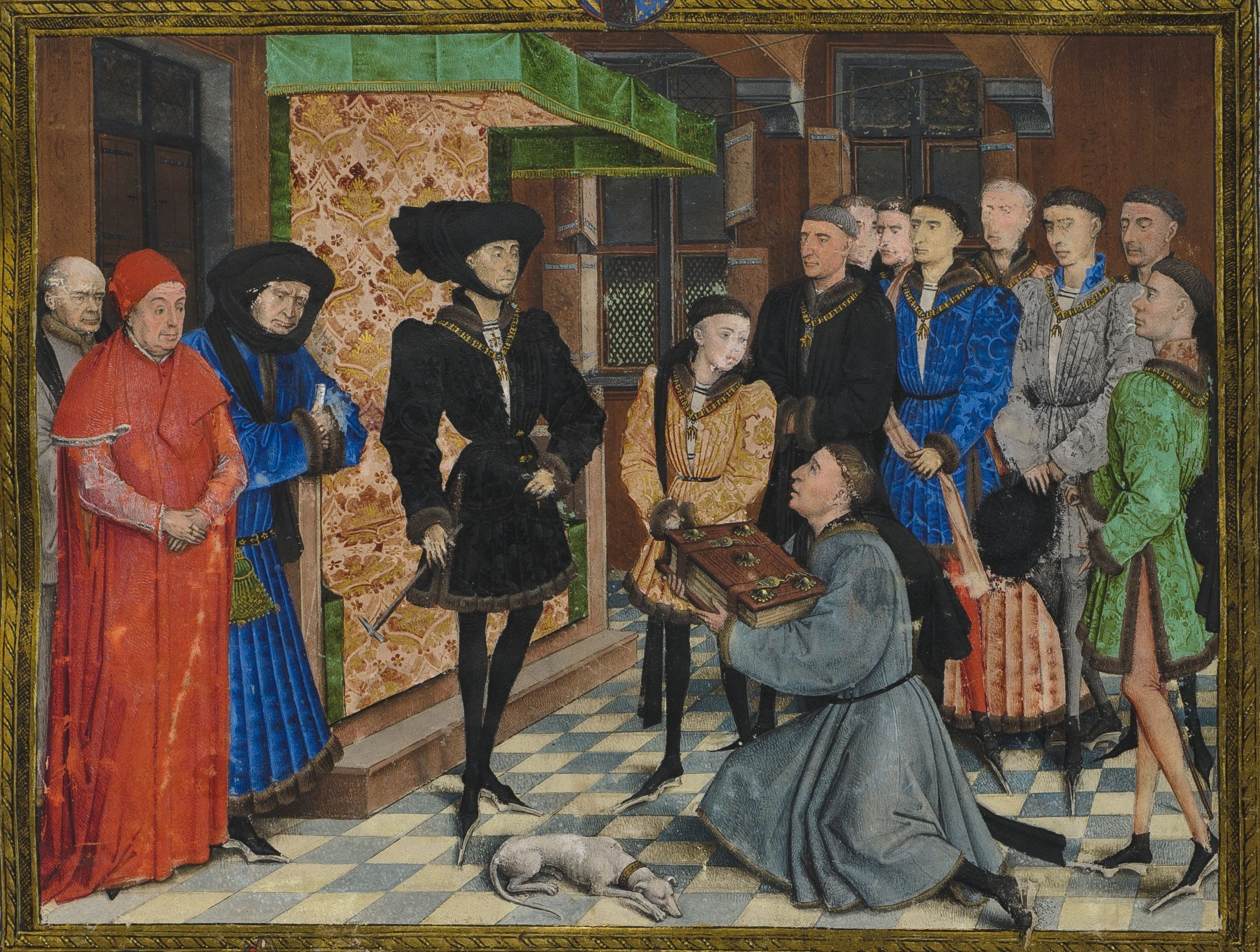
Рогир ван дер Вейден, иллюстрация из «Хроника Эно» (1447)

Середина XIV века знаменует собой появление «моды» в Европе. С этого периода европейская мода значительно меняется и приобретает яркие отличительные черты от других цивилизаций и периодов.

### Новое время

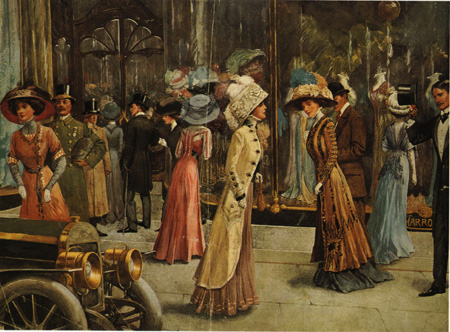
Перед магазином Harrods в Лондоне, 1909 г.

В XIX веке мануфактурные технологии благодаря изобретению паровой машины (а также электричества) вышли на новый уровень. В частности, в 1790 году Жозеф Мари Жаккар изобрёл одноимённый ткацкий станок, повышающий точность узора и скорость производства тканей. Одежда, изготавливаемая с помощью машин, стала более доступной для всех слоёв населения. До этого преобладала одежда из материалов грубой обработки (одежду из тонких материалов носили только аристократы и состоятельные люди).

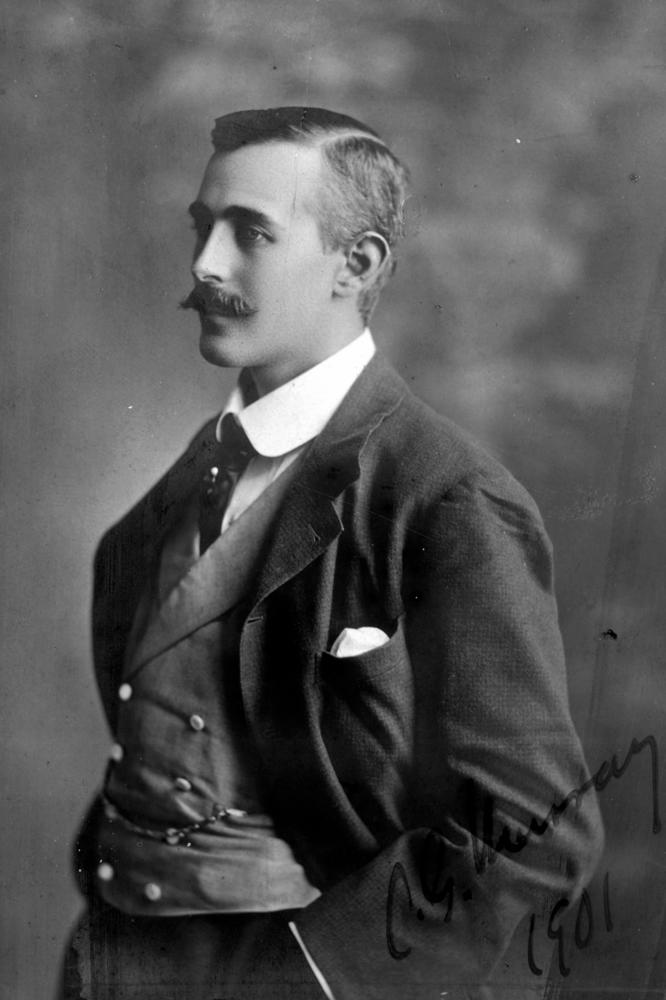
Мужчина в полном классическом костюме — сюртук, белая рубашка, галстук, двубортный жилет, карманные часы, белый нагрудный платок, брюки. 1901 год

В этот период стали появляться виды одежды, используемые современным обществом: облегающая одежда, с короткими рукавами, летняя и зимняя, из преимущественно тёмных тканей. Улучшение санитарно-гигиенических условий, а также экономических, позволяет значительной части населения Европы и Северной Америки носить нижнее бельё.
До XIX века практически нельзя было купить готовую одежду — её шили либо сами потребители, либо они заказывали её портному; так, Александр Гамильтон в 1791 г. в своём «Докладе о промышленной продукции» отмечал, что четыре пятых одежды американцы шьют сами. Лишь богатые люди могли заказывать одежду у портного.
Производство готовой одежды получило развитие только в первой половине XIX века. Поначалу купить можно было лишь самую дешёвую одежду. До того как получило развитие швейное производство, почти вся готовая одежда, которая поступала в продажу, была ношеной, и бедняки, в основном, покупали ту одежду, которую продавали после использования богатые люди.
К середине XIX века стала широко применяться швейная машина. Кроме того, новое приспособление для разрезания ткани позволяло разрезать сразу восемнадцать её слоёв. Это облегчало производство многих заготовок по одной выкройке.
Во время Гражданской войны в США потребовалось одеть в военную форму сотни тысяч солдат. Спрос на военную форму способствовал развитию стандартизации. При заказе военной формы указывались наиболее ходовые размеры. В результате в швейной промышленности получило распространение изготовление одежды по стандартным выкройкам.
В США в 1880 году лишь менее половины всей мужской одежды шилось на фабриках, тогда как в начале XX века уже почти все мужчины были одеты в готовую одежду. Даже богатые люди, которые раньше заказывали одежду портным, теперь покупали её в дорогих магазинах.

### Современные тенденции развития одежды
Стиль унисекс
Стиль унисекс стал развиваться на Западе в 1960-е годы в результате изменения мужской и женской роли в обществе. Главная черта всех вещей этого стиля — это полное отсутствие признаков, указывающих на половую принадлежность их владельца. Первая массовая «бесполая» одежда — джинсы.

## Виды одежды
Одежду различают:

### По опиранию на части тела человека
- Плечевая одежда — одежда, опирающаяся на верхнюю опорную поверхность тела, ограниченную сверху линиями сочленения туловища с шеей и верхними конечностями, а снизу — линией, проходящей через выступающие точки лопаток и груди: пальто, полупальто, плащ, накидка (пелерина), куртка, блуза, пиджак, жакет, жакетка, джемпер, жилет, свитер, комбинезон, полукомбинезон, ползунки, платье, халат, блузка, кофточка, верхняя сорочка, нижняя сорочка, ночная сорочка, фартук, комбинация, распашонка, рубашечка, фуфайка, майка, купальник.
- Поясная одежда — одежда, опирающаяся на нижнюю опорную поверхность тела, ограниченную сверху линией талии, а снизу — линией бёдер: брюки, шорты, рейтузы, юбка, нижняя юбка, трусы, плавки, кальсоны, панталоны[20].

### По функциональным признакам
- Нательное бельё — изделие для создания необходимых гигиенических условий тела: майка, трусы, панталоны и т. д.
- Корсетное изделие — швейное или трикотажное изделие, надеваемое непосредственно на тело для формирования и поддержания отдельных частей тела, а также для держания чулок: бюстгальтер, грация, полуграция, корсет, полукорсет, пояс для чулок.
- Верхняя одежда — одежда, надеваемая на корсетные изделия, нательное бельё и (или) изделия костюмно-платьевой группы: куртка, пальто, плащ и т. д.
- Головной убор — швейное или трикотажное изделие, покрывающее голову: шапка-ушанка, кепи, кепка, шляпа, шапка, берет, шлем, жокейка, пилотка, капор, чепчик, фуражка, бескозырка, тюбетейка.
- Чулочно-носочное изделие — трикотажное изделие, надеваемое непосредственно на тело и покрывающее нижнюю часть туловища и (или) ноги, каждую в отдельности, включая ступни: подследники, носки, получулки, чулки, гетры, колготки
- Перчаточное изделие — швейное или трикотажное изделие, надеваемое непосредственно на тело и покрывающее нижнюю часть руки и предплечья: варежки, рукавицы, перчатки, рукавички
- Платочно-шарфовое изделие — швейное или трикотажное изделие, покрывающее голову и (или) шею: платок, косынка, шарф
- Обувь — изделие для предохранения ног от внешних воздействий и несущее утилитарные и эстетические функции[21]

### По половозрастным признакам
- Мужская
- Женская
- Детская
  - для новорождённых — для детей до 9 месяцев
  - для детей ясельной группы — для детей от 9 месяцев до 3 лет
  - для детей дошкольной группы — для детей от 3 до 7 лет
  - для детей младшей школьной группы — для мальчиков от 7 до 12,5 лет и девочек от 7 до 11,5 лет
  - для детей старшей школьной группы — для мальчиков от 12,5 до 15,5 лет и девочек от 11,5 до 14,5 лет
  - для детей подростковой группы — для мальчиков от 15,5 до 18 лет и девочек от 14,5 до 18 лет

### По климатическим характеристикам
- Летняя
- Зимняя
- Демисезонная — одежда для весенне-осеннего периода
- Всесезонная — одежда для ношения в любое время года

### По эксплуатационным признакам
- Бытовая
  - Домашняя — бытовая одежда для работы и отдыха в домашних условиях
    - Рабочая — домашняя одежда для работы в бытовых условиях

  - Повседневная — бытовая одежда для повседневного ношения
  - Торжественная — бытовая одежда для ношения в торжественных условиях
  - Спортивная — бытовая одежда для занятий спортом
  - Национальная — бытовая одежда, отражающая специфику национальной культуры и быта народа. Может быть повседневной, торжественной или обрядовой.
- Производственная (не путать с бытовой рабочей одеждой) — одежда для ношения в производственных условиях различных отраслей хозяйства
  - Специальная (спецодежда) — производственная одежда для защиты работающего от воздействия опасных и вредных производственных факторов
  - Санитарная — производственная одежда для защиты предметов труда от работающего и работающего от общих производственных загрязнений
    - Технологическая — разновидность санитарной одежды для защиты предметов труда

  - Форменная — одежда военнослужащих, работников специальных ведомств и учащихся, для которых установлена форма

### По комплектности
- Отдельные полнофункциональные изделия одежды — изделия одежды, могущие использоваться самостоятельно, отдельно от других изделий одежды.
- Комплекты одежды — изделия одежды, выполненные в едином стиле и предназначенные для совместной носки: костюм (в том числе: мужской костюм, женский костюм), брючный комплект, купальный костюм, пляжный комплект, пижама.

### По технологии изготовления
- Швейная — одежда, изготовленная в условиях швейного производства из всех видов материалов, предназначенных для одежды и бельевых изделий
- Трикотажная — одежда, изготовленная в условиях трикотажного производства из трикотажного полотна или цельновязаное
- Валяная

### По типу производства
- Одежда массового производства — одежда на типовые фигуры, изготовленная сериями в условиях поточного производства;
  - Прет-а-порте;
- Одежда по индивидуальному заказу — одежда, изготовленная по измерениям фигуры человека и предлагаемой модели.

### По основному материалу
- Тканевая
- Кожаная
- Меховая
- Перо-пуховая
- Резиново-полимерная

## Размеры одежды
Размеры одежды — некоторый буквенный или цифровой код, соответствующий определённым линейным параметрам человеческого тела либо его частей, для которого (которых) предназначена данная деталь одежды. Для упрощения выбора подходящей тому или иному человеку одежды и обуви производителями используются системы обозначений размеров. В большинстве случаев размер наносится на бирку, прикреплённую к одежде, а в случае обуви он может находиться на подошве или стельке.

## Общие сведения о конструкции одежды
Конструкция одежды опирается формой и количеством деталей, строением и расположением её швов и узлов. Характер конструкции одежды можно различать по нескольким признакам:
внешние формы,
конструктивное построение оси частей,
вид соединения швов,
вид материала.
Силуэт — плоскостное однотонное изображение профилей фигур. К основным признакам покроя плечевой одежды относится покрой рукава, членение основных деталей продольных линий (рельефы), поперечных (соединений лифа с юбкой) швами. Основным покроем рукава является втачной, реглан, цельновыкроенный. В свою очередь втачной рукав имеет две разновидности: обычный и рубашечный покрой.

### Ниточные соединения деталей одежды
При изготовлении одежды используют несколько способов соединения деталей и обработка их краёв:
ниточный,
клеевой,
сварной,
комбинированный.
При ниточном способе детали скрепляются ручным стежком или машинной строчкой.
В клеевых швах, материал скрепляют клеем в виде плёнки, порошка, нити.
В сварных швах используют термопластические свойства синтетических и плёночных материалов.
- Стежок — один элемент структуры, полученный при ниточном способе между двумя последующими проколами материала и иглой. При без ниточном соединении — между контактами инструмента с соединением деталей.
- Строчка — последовательный ряд стежков.
- Шов — последовательный ряд стежков на материале в один или несколько слоёв.

Стежки и строчки бывают: машинные, ручные, сквозные, потайные.

## Производство
В ателье чаще всего разделение труда происходит между рабочим персоналом таким образом: закройщик снимает мерки с клиента, обсуждает фасон будущего изделия, отрисовывает эскиз, подбирает материалы (ткань, фурнитура), изготавливает лекала и проводит предварительные и окончательные примерки; портной осуществляет раскрой и пошив изделия.
В ателье и частными мастерами при проектировании конструкции одежды используется метод макетирования, методики конструирования — чаще всего, «Единый метод конструирования ЦОТШЛ» и методика «Мюллер и сын».
Метод макетирования (он же муляжный метод или метод наколки) — получение объёмной формы конструкции путём накалывания (или наклеивания) на манекен или фигуру человека кусков бумаги, макетной ткани или материала, из которого будет изготовлена одежда. После завершения процесса макетирования объёмную форму с человека или манекена снимают, укладывают на плоскую поверхность и разрезают — получая уже конструкцию на плоскости. Правильно выполненное макетирование учитывает всё особенности фигуры, одежду по лекалам, спроектированным таким методом, можно шить без промежуточных примерок.
- Детали швейных изделий
- Швейная промышленность

### Эксплуатационные требования к одежде
Эксплуатационные требования заключаются в удобном условия носки и надёжности изделия в эксплуатации. Удобство в носке создаётся за счёт правильности выбора припусков, размеров и положения деталей материала.
Надёжность то есть безопасная служба в заданных условиях в течение срока до машинно-морального или физического износа, обеспечивается за счёт правильного выбора материалов в соответствии со значением изделия, использованием различных прокладок, кромок, технических обработок.
Эстетические требования включают в себя художественное оформление, подбор материала по цвету, рисунку, отделке, соблюдение пропорций частей одежды.
Производственные требования, направлены на обеспечение приготовление одежды с рациональным использованием материалов и трудоёмкости обработки. Это способствует снижению себестоимости изделия и повышению эффективности производства. Экономически модель по расходу материалов обеспечивается при разработке конструкции модели, снижение потерь при обработке изделия в швейном цехе, минимальной трудоёмкости обработки достигается за счёт технологии, прогрессивных новых материалов, высокопроизводительного оборудования.
В техническом описании одежды модели изделия даётся общая характеристика изделия конструкций изделий в следующем порядке:
- вид и назначение модели
- вид основного материала, цветовой гаммы
- силуэт
- покрой
- вид застёжки
- характеристика основных деталей (перед, спинка, рукав, воротник)
- отделка
- рекомендации размера и роста полнотной группы

### Экономика
Согласно исследованию, проведённому в 1997 году, одежда, проданная в магазинах за 10 евро, имеет себестоимость производства не более 3 евро.
А стоимость одежды будет распределена следующим образом:
| Сырьё и материалы     | от 8 % до 14 %  |
| Зарплата              | от 5 % до 14 %  |
| Прочие расходы        | от 2 % до 3 %   |
| Прибыль производителя | от 15 % до 17 % |
| Торговая наценка      | от 55 % до 67 % |

Процентные границы зависят от количества посреднических звеньев между производством и конечным потребителем. Поэтому некоторые бренды полностью контролируют цепочку создания стоимости от производства (с собственными фабриками) до распределения (со своими магазинами или через интернет).
Большинство текстильных изделий производится в странах третьего мира, и особенно в Азии. Некоторые из используемых для производства одежды материалов относятся к числу наиболее загрязняющих веществ. Кроме того, условия труда и заработная плата основных работников в этой отрасли часто являются самыми низкими.
см. также: торговля, бутик, галантерея, секонд-хенд

### Новшества в производстве
Основные направления внедрения ИТ-технологий в швейной промышленности — автоматизированное проектирование моделей одежды и автоматизированный раскрой.
Последнее время активно используются САПР (система автоматизированного проектирования, CAD) — программа, создающая базовые и модельные конструкции, их лекала. Позволяет создавать градацию по размерам, составляет схему эффективной схемы раскладки лекал на материале, создаёт 3D-модель, помогает специалистам-технологам составить технологическую документацию.
Следующие автоматизированные устройства упрощают составление лекал и раскрой:
- Фотодигитайзер — устройство, позволяющее преобразовывать бумажные лекала в электронный вид.
- Бодисканер — устройство для сканирования фигуры человека для дальнейшего составления 3D-модели. В сочетании с САПР позволит составить лекала по индивидуальным меркам.
- Автоматизированный раскройный комплекс — устройство, осуществляющее автоматический раскрой материала (ткани, кожи) при помощи лазера или роликового ножа по заданной программе.

В производстве трикотажной одежды используются программируемые вязальные машины, облегчающие задачу конструктора-модельера и позволяющие создавать более сложные рисунки-переплетения.
Постоянно совершенствуется и смежная область — ткацкое производство, осваивая новые натуральные волокна (бамбук, крапива), совершенствующая состав тканей (смешение натуральных и синтетических волокон позволяет добиться интересной фактуры ткани, повысить прочность, истираемость, эластичность ткани), разрабатывает новые составы для обработки ткани (несминаемость, стойкость к загрязнениям и влаге).

## Влияние на окружающую среду
В мире производится больше одежды, чем нужно для удовлетворения реальных потребностей. Так, из одежды, произведённой на планете в 2012 году, почти 60 % было выброшено в течение нескольких лет — в том числе потому, что многие потребители выбрасывают качественные вещи из-за их «выхода из моды». Выброшенная одежда приводит к значительному разрастанию свалок: только в США каждый год на свалки отправляют 10,5 млн тонн бытовых текстильных отходов. Индустрия моды ответственна за 20 % мировых сточных вод и 10 % выбросов углекислого газа (больше, чем от международных авиаперелётов). Текстильная промышленность — основной источник пластикового загрязнения мирового океана. На хлопководство приходится 24 процента используемых в мире  инсектицидов и 11 процентов пестицидов, хотя оно использует лишь 3% обрабатываемых земель.

## Одежда для домашних животных

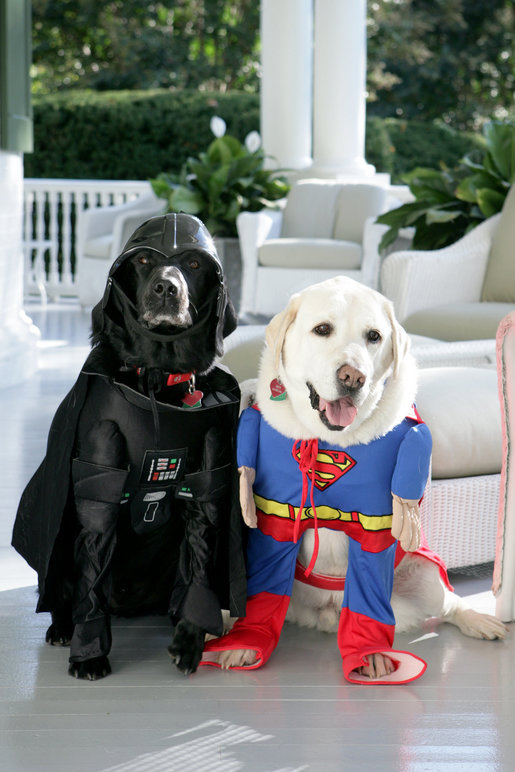
Карнавальная одежда для животных

В XX веке одежда для домашних животных стала модным трендом, на котором специализируется часть компаний и дизайнеров. Первоначально функцией такой одежды была защита от холода короткошёрстных или лишённых подшёрстка видов домашних питомцев (например, шнауцеров) во время прогулки, но со временем добавилась также исключительно декоративная её функция.
Также одежду шьют для кукол.